# Canaan (Vermont)
Canaan és una població dels Estats Units a l'estat de Vermont. Segons el cens del 2000 tenia 1.078 habitants.

## Demografia
Segons el cens del 2000, Canaan tenia 1.078 habitants, 441 habitatges, i 306 famílies. La densitat de població era de 12,5 habitants per km².
Dels 441 habitatges en un 33,6% hi vivien nens de menys de 18 anys, en un 55,1% hi vivien parelles casades, en un 8,6% dones solteres, i en un 30,4% no eren unitats familiars. En el 26,8% dels habitatges hi vivien persones soles l'11,1% de les quals corresponia a persones de 65 anys o més que vivien soles. El nombre mitjà de persones vivint en cada habitatge era de 2,44 i el nombre mitjà de persones que vivien en cada família era de 2,94.
Per edats la població es repartia de la següent manera: un 26,9% tenia menys de 18 anys, un 6,2% entre 18 i 24, un 27,6% entre 25 i 44, un 25,4% de 45 a 60 i un 13,8% 65 anys o més.
L'edat mediana era de 39 anys. Per cada 100 dones de 18 o més anys hi havia 97,5 homes.
La renda mediana per habitatge era de 32.574 $ i la renda mediana per família de 36.705 $. Els homes tenien una renda mediana de 28.913 $ mentre que les dones 21.544 $. La renda per capita de la població era de 14.131 $. Entorn del 10,2% de les famílies i el 14,3% de la població estaven per davall del llindar de pobresa.